# Йоммелли, Никколо
Никколо́ Йомме́лли (итал. Niccolò Jommelli; 1714—1774) — итальянский композитор.

## Биография
Родился в семье Франческо Антонио Йоммелли и Маргариты Кристиано в Аверсе, городке в 20 километрах от Неаполя. Имел одного брата — Игнация, который стал доминиканским монахом и помог композитору в старшие годы — и трёх сестёр. Его отец был преуспевающим торговцем. Он поручил Йоммелли учиться музыке у Муццилло, директора Аверского кафедрального хора. Продемонстрировав способности к музыке, Никколо поступил в консерваторию Сант-Онофре-а-Капуано в Неаполе, где учился у Игнация Проти вместе с Томазо Проти и Франческо Фео. Стал учеником Дуранте и Манчини. 
Его оперы «L'Errore amoroso», «Odoardo», «Il Ricimero, re di Goti», «Astianasse» имели в Италии большой успех. Был капельмейстером в Риме, потом 20 лет в Штутгарте.
В 1747 году он стал директором консерватории Ospedale Degli incurabili в Венеции и в 1749 заместителем Часовни базилики Святого Петра в Риме.
Подпав под влияние немецкой музыки, Йоммелли написал около 30 опер в этом направлении, которые имели большой успех в Германии; по характеру его сочинений его называли «итальянским Глюком». В это время в Италии он был практически забыт, хотя в 1750 году в Неаполе в его «Дидоне» блестяще солировала Катарина Фатта-Габриелли, что принесло ей европейскую славу и она была приглашена к венcкому двору.
В этот период он находился на пике своей славы, написал лучшие свои произведения. Многие из них были поставлены в частных театрах герцога. Йоммелли вернулся в Неаполь в 1768, когда опера-буффа была более популярна, чем опера-серия Йоммелли, поэтому его последние произведения не были столь хорошо восприняты.
В конце жизни Никколо Йоммелли начал писать духовную музыку: «Miserere», кантаты, оратории, реквиемы и пр.
В 1771 он пережил инсульт, частично его парализовал, но он и дальше продолжал заниматься творчеством.
Никколо Йоммелли умер 25 августа 1774 года в городе Неаполе.

## Творчество

### Оперы
Премьера его первой оперы - комедии «L'errore amoroso» - прошла зимой 1737 года в театре Нуово в Неаполе при протекции Giovanni Battista d'Avalos d'Aquino d'Aragona, являвшегося маркизом del Vasto и di Pescara. В следующем году в театре Фиорентине была поставлена вторая комедийная опера Йомелли — «Odoardo». Его первая серьёзная опера «Ricimero re de' Goti», представленная в январе 1740 года в театре Roman Teatro Argentina, принесла молодому композитору большой успех. На Йоммелли обратил внимание герцог Йоркский Henry Benedict, услышавший эту оперу в январе 1740 в Римском театре Арджентина и впоследствии ставший его покровителем. Позднее герцог Henry Benedict был возведен в сан кардинала и устроил Йоммелли встречу в Ватикане. В 1740-е года Йоммелли написал оперы для многих итальянских городов: Болоньи, Венеции, Турина, Падуи, Феррары, Лукки, Пармы, а также Неаполя и Рима.

### Оратория
- La passione di Gesù Cristo (Венеция, 1743)
- Gioas re di Giuda (Венеция, 1745)
- Betulia liberata (Рим, 1749)